# Casa Długosz din Cracovia
Casa Długosz din Cracovia a fost o clădire istorică din Cracovia, ridicată de cronicarul polon Jan Długosz pe dealul Wawel.
În 1455, la Cracovia a izbucnit un mare incendiu care a distrus o mare parte din oraș și castel, dar a cruțat casa lui Długosz.